# Grand Prix du Brésil (badminton)
Pour les articles homonymes, voir Grand Prix du Brésil.
Le Grand Prix du Brésil est un tournoi annuel de badminton. Il est organisé depuis 2014 à Rio de Janeiro et fait partie des tournois classés Grand Prix.

## Résultats
| Année | Simple hommes | Simple dames | Double hommes                 | Double dames                    | Double mixte              |
| 2015  | Lin Dan       | Shen Yaying  | Huang Kaixiang Zheng Siwei    | Chen Qingchen Jia Yifan         | Zheng Siwei Chen Qingchen |
| 2014  | Scott Evans   | Zhang Beiwen | Max Schwenger Josche Zurwonne | Johanna Goliszewski Carla Nelte | Max Schwenger Carla Nelte |